# Elpidio Villaverde
Elpidio Villaverde Rey (Villagarcía de Arosa, 5 de noviembre de 1887-Buenos Aires, 17 de noviembre de 1962) fue un político y empresario español, nacionalizado argentino.

## Biografía
Nació en la ciudad pontevedresa de Villagarcía de Arosa, en Galicia, en una familia de diez hermanos. Marcha a Buenos Aires en 1904 coincidiendo en el viaje con el poeta Antonio Zapata, con el cual encabezan un motín contra los abusos y desatenciones del que son objeto por parte del capitán. En Argentina trabajó en diferentes oficios comerciales y en 1906 regresa a Galicia, donde se dedica a negocios con su familia. Se casa en octubre de 1916 con Rosina Otero.
Nombrado presidente de la Cámara de Comercio el 24 de noviembre de 1922. Destacó por su aporte a la creación de la Junta de Obras del Puerto y por la creación de la Comisión administrativa del Puerto en 1923. Coopera para que se ejecuten las obras de la vía de la ciudad a Cornazo (1924). También realiza gestiones para la instalación de un servicio telefónico interurbano (1926). Pone la primera piedra para la plaza de Abastos (mayo de 1926). El 17 de octubre de 1930 renuncia a la Presidencia de Cámara. 
Milita en las Irmandades da Fala y posteriormente en la ORGA, siendo elegido alcalde de Villagarcía de Arosa al proclamarse la II República, hasta que fue destituido en agosto de 1934. En su mandato se construyó la actual Escuela de Música y el antiguo balneario. Durante el bienio negro, fue perseguido y encarcelados en Cambados. En 1936 fue elegido diputado por Pontevedra por Izquierda Republicana en la candidatura del Frente Popular, situación en que lo encuentra la inicio de la Guerra Civil.
Sale de Galicia el 19 de julio de 1936 junto con el alcalde de Boiro, Juan Somoza, dirigiéndose a Portugal donde el embajador español Claudio Sánchez Albornoz lo ayuda para que pueda embarcar en un buque inglés que va camino a Francia, desde donde logra llegar a Madrid, para integrarse en el bando republicano. Concluida la Guerra Civil, se exilia en Francia y posteriormente trasladase a Buenos Aires, ciudad en la que se dedica a los negocios, regenteando el restaurante La Casa de la Troya.
Acompañó a Castelao a Montevideo para fundar el 15 de noviembre de 1944 el Consello de Galiza, junto a Ramón Suárez Picallo y Antón Alonso Ríos. Fue orador en el acto de constitución representado a Galicia. Elpidio perteneció al Consello hasta su muerte. Acudió a las Cortes del exilio reunidas en México y en la toma de posesión de los presidentes de las Repúblicas de Chile y de Uruguay.
Tomó parte en el primer Congreso da Emigración Galega celebrado en Buenos Aires en 1956.
Falleció el 17 de noviembre de 1962 fue velado en el Centro pontevedrés y enterrado en el mausoleo del Centro Gallego de Buenos Aires, del que era socio desde su llegada a la Argentina. Sus cenizas están depositadas en Vilagarcía desde 1988.
- Datos: Q3395012
- Multimedia: Elpidio Villaverde / Q3395012